# 朗根河
50°54′3.8″N 8°18′14″E / 50.901056°N 8.30389°E

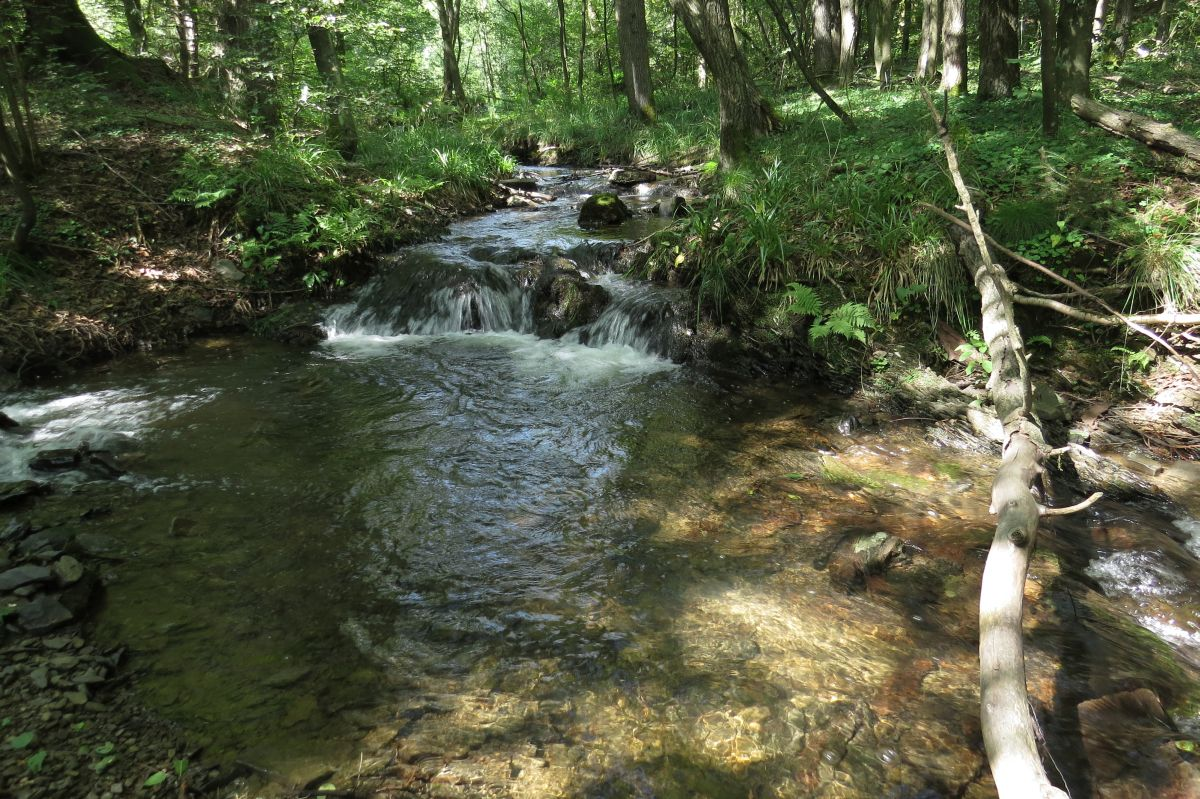

朗根河（德語：Langenbach，發音：[ˈlaŋənˌbax])）是德國的河流，位於該國西部，處於北萊茵-威斯特法倫州，屬於伊爾瑟河的左支流，河道全長3.1公里，流域面積2.6平方公里。